# Wild Natives (fleuve)
Le fleuve Wild Natives  (anglais : Wild Natives River) est un cours d’eau de la région des Fiordland, dans l’Île du Sud de la Nouvelle-Zélande.

## Géographie
Il prend naissance dans la chaîne du Mont Franklin près de «Worsley Pass» et s’écoule vers l’ouest dans «Bligh Sound».